# Nick Okoth
Nicholas „Nick“ Okoth Okongo (* 3. März 1983) ist ein kenianischer Boxer im Leichtgewicht.

## Karriere
Nick Okoth gewann 2005 die afrikanischen Meisterschaften der Zone 5 in Kenia und 2007 die ostafrikanischen Militärspiele in Tansania. 2007 nahm er an den Militärweltspielen in Indien teil und gewann 2008 das afrikanische Olympiaqualifikationsturnier in Namibia. Bei einem Turnier in Taiwan besiegte er zudem Satoshi Shimizu. Bei den Olympischen Spielen 2008 in China schied er jedoch im ersten Kampf gegen Arturo Santos Reyes aus.
2009 und 2010 gewann er erneut die ostafrikanischen Militärspiele und startete bei den Weltmeisterschaften 2009 in Italien, wo er nach einem Sieg gegen Satoshi Shimizu, gegen Kerem Gürgen unterlag. Bei den Commonwealth Games 2010 in Indien erreichte er den fünften Platz.
2011 war er Teilnehmer der Militärweltspiele in Brasilien und 2014 der Commonwealth Games in Schottland, wo er Platz 6 erreichte. 2015 gewann er jeweils die Bronzemedaille bei den afrikanischen Militärmeisterschaften in Tunesien und den Afrikaspielen in der Republik Kongo.
2016 scheiterte er bei den Olympiaqualifikationsturnieren in Kamerun und Aserbaidschan. 2017 gewann er die Afrikameisterschaften in der Republik Kongo durch Finalsieg gegen Reda Benbaziz und qualifizierte sich damit für die Weltmeisterschaften 2017 in Deutschland, wo er im ersten Kampf gegen Wanderson de Oliveira verlor.
Bei den Commonwealth Games 2018 in Australien verlor er in der Vorrunde gegen Michael Alexander. Durch das Erreichen des Finales bei der afrikanischen Qualifikation 2020, erhielt er einen Startplatz bei den Olympischen Spielen 2020 in Tokio. Dort schied er in der Vorrunde gegen Erdenebatyn Tsendbaatar aus.
Bei den Weltmeisterschaften 2021 in Serbien schied er gegen Alexy Miguel de la Cruz aus.

## Familie
Sein Bruder ist der Boxer Absolom Okinyi Okoth, Silbermedaillengewinner der Commonwealth Games 1998.